# Joaquim Borràs i de March
Joaquim Borràs i de March (Reus, 1859 - Vilafortuny, Cambrils, 1926), va ser un advocat i escriptor català.
Va estudiar per advocat a la Universitat de Barcelona. Exercí poc, perquè es va dedicar amb preferència al periodisme i a la poesia, sobretot en llengua castellana. Va ser un dels fundadors i principal col·laborador del Semanario Católico de Reus, d'ideologia conservadora, i publicava amb assiduïtat a Reus Artístich, Revista del Centro de Lectura, Lo Somatent, Diario de Reus i La Veu del Camp. El nom d'aquest últim periòdic, segons l'erudit reusenc Joaquim Santasusagna, va partir d'ell, seguidor d'aquell estol de "veus" que va acompanyar La Veu de Montserrat, publicació fundada a Vic per mossèn Jaume Collell.
Va ser un dels organitzadors de l'Associació Catalanista de Reus el 1882, i el 1888 com diu l'historiador reusenc Pere Anguera, era president de la societat cultural "El Alba". Nomenat jutge municipal, ocupà diversos càrrecs en entitats de caràcter catòlic, participant com a jurat a diferents concursos literaris. Va publicar alguns opuscles de caràcter jurídic. Va viure a la Casa Marc, de la que n'era propietari.